# Trading Pieces
Trading Pieces ist das Debütalbum der US-amerikanischen Death-Metal-Band Deeds of Flesh. Es erschien 1996 über Repulse Records.

## Entstehungsgeschichte
Nach der Veröffentlichung der erfolgreichen EP Gradually Melted über Wild Rags Records erhielt die Band einen Vertrag mit dem spanischen Musiklabel „Repulse Records“, auf dem dann das erste Album veröffentlicht wurde. Die Zusammenarbeit zwischen Band und Label war so gut, dass die Bandmitglieder die amerikanische Zweigniederlassung von „Repulse Records“ eröffneten.

## Hintergrund
Die Covergestaltung sorgte für Irritation, da das Artwork in einer ähnlichen Version von der Band Embalmer für ihre EP There Was Blood Everywhere genutzt wurde.
Das Album war bereits ausverkauft, wurde jedoch neu abgemischt und über Unique Leader Records wiederveröffentlicht.

## Musikstil und Texte
Die Musik ist noch sehr deutlich von Szenegrößen wie Cannibal Corpse und Deicide beeinflusst. Die Texte handeln unter anderem von Kannibalismus und Kindestötung. Einen direkten Bezug zu realen Geschichten gibt es zwar nicht, dennoch weisen die Texte Ähnlichkeit mit bestimmten Geschehnissen auf. So heißt es zum Beispiel im Text des sechsten Liedes Acid Troops “They take LSD to change the world they see” (deutsch: „Sie nehmen LSD um ihre Welt zu ändern“). Der Text des Liedes spielt auf Berichte an, in denen der Konsum von Drogen im Vietnamkrieg behandelt wird.

## Titelliste
1. Carnivorous Ways – 3:42
2. Born Then Torn Apart – 2:09
3. Trading Pieces – 2:50
4. Hunting Humans – 2:44
5. Impious Offerings – 3:00
6. Acid Troops – 3:41
7. Deeds of Flesh – 2:57
8. Errected on Stakes – 1:59
9. Chunks in the Shower – 2:29
10. Blasted – 2:17
11. Outro – 2:33